# Родионов, Алексей Борисович
Алексе́й Бори́сович Родио́нов (26 апреля 1947, Москва) — советский и российский кинооператор, Заслуженный деятель искусств Российской Федерации (1996).

## Биография
Окончил операторский факультет ВГИКа (1972, мастерская Л. Косматова). Дебютировал в короткометражном фильме Сергея Никоненко «Петрухина фамилия» (1970), где был оператором и художником-постановщиком (вместе с А. Адабашьяном).

## Фильмография
- 1971 — Петрухина фамилия (короткометражный, реж. Сергей Никоненко)
- 1981 — Прощание, реж. Элем Климов, (в соавторстве с Юрием Схиртладзе и Сергеем Тараскиным)
- 1983 — Среди серых камней, реж. Кира Муратова
- 1985 — Иди и смотри, реж. Элем Климов
- 1986 — Мы веселы, счастливы, талантливы!, реж. Александр Сурин
- 1987 — Шура и Просвирняк, реж. Николай Досталь
- 1988 — Жена керосинщика, реж. Александр Кайдановский
- 1992 — Орландо, Великобритания, реж. Салли Поттер
- 1992 — Я хотела увидеть ангелов, реж. Сергей Бодров-старший
- 1995 — Мусульманин, реж. Владимир Хотиненко
- 1998 — Passion in the Desert, США, реж. Lavinia Currier
- 2000 — Cinderella, Великобритания, реж. Beeban Kidron
- 2000 —  Эйзенштейн,  Германия-Канада, реж. Ренни Бартлетт
- 2000 — 24 часа, реж. Александр Атанесян, (в соавторстве с М. Соловьёвой)
- 2002 — Там, где живут эскимосы, Польша, Великобритания, реж. Томаш Вишневский
- 2002 — Летний дождь, реж. Александр Атанесян
- 2004 — Штрафбат, реж. Николай Досталь
- 2004 — Yes, Великобритания, реж. Салли Поттер
- 2008 — Адмиралъ, реж. Андрей Кравчук, (в соавторстве с И. Гринякиным)
- 2011 — Generation П, реж. Виктор Гинзбург
- 2011 — Бедуин, реж. Игорь Волошин
- 2014 — Уходящая натура, реж. Дмитрий Иосифов
- 2017 — Вечеринка, реж. Салли Поттер
- 2021 — Ампир V, реж. Виктор Гинзбург

## Награды и номинации
- 1985 — премия Всесоюзного кинофестиваля за лучшее изобразительное решение за фильм «Иди и смотри»
- 1990 — номинация на премию «Ника» за фильм «Жена керосинщика»
- 1995 — номинация на премию «Ника» за фильм «Мусульманин»
- 1996 — Заслуженный деятель искусств Российской Федерации (9 апреля 1996 года) — за заслуги в области искусства[1].
- 2008 — премия «Золотой Орёл» за фильм «Адмирал»
- 2011 — номинация на премию «Белый квадрат» за фильм «Generation П»
- 2011 — номинация на премию «Ника» за фильм «Generation П»